# Реал Хаен
Реал Хаен Клуб де Футбол (на испански: Real Jaén Club de Fútbol SAD) е испански футболен отбор от град Хаен, област Андалусия. Основан е през 1922 г.
Понастоящем тимът играе в Сегунда дивисион Б, третото ниво в пирамидата на испанския футбол.

## Връзки и източници
Официален сайт на клуба
|  | Тази страница частично или изцяло представлява превод на страницата Real Jaén Club de Fútbol в Уикипедия на испански. Оригиналният текст, както и този превод, са защитени от Лиценза „Криейтив Комънс – Признание – Споделяне на споделеното“, а за съдържание, създадено преди юни 2009 година – от Лиценза за свободна документация на ГНУ. Прегледайте историята на редакциите на оригиналната страница, както и на преводната страница, за да видите списъка на съавторите. ВАЖНО: Този шаблон се отнася единствено до авторските права върху съдържанието на статията. Добавянето му не отменя изискването да се посочват конкретни източници на твърденията, които да бъдат благонадеждни. |